# Katar az 1992. évi nyári olimpiai játékokon
Katar a spanyolországi Barcelonában megrendezett 1992. évi nyári olimpiai játékok egyik részt vevő nemzete volt. Az országot az olimpián 2 sportágban 28 sportoló képviselte, akik összesen 1 érmet szereztek.

## Érmesek
| Érem  | Versenyző          | Sportág  | Versenyszám  |
| ----- | ------------------ | -------- | ------------ |
| Bronz | Mohammed Szulajmán | Atlétika | Férfi 1500 m |

## Atlétika
Férfi
| Versenyző                                                               | Versenyszám     | Előfutam | Előfutam | Előfutam | Negyeddöntő | Negyeddöntő | Negyeddöntő | Elődöntő | Elődöntő | Elődöntő | Döntő   | Döntő    |
| Versenyző                                                               | Versenyszám     | Idő      | Hely.    | Össz.    | Idő         | Hely.       | Össz.       | Idő      | Hely.    | Össz.    | Idő     | Helyezés |
| ----------------------------------------------------------------------- | --------------- | -------- | -------- | -------- | ----------- | ----------- | ----------- | -------- | -------- | -------- | ------- | -------- |
| Talal Mansour                                                           | 100 m           | 10,43    | 2.       | 12.*     | 10,32       | 3.          | 12.         | 10,34    | 5.       | 12.      | kiesett | kiesett  |
| Sayed Mubarak Al-Kuwari                                                 | 200 m           | 21,87    | 4.       | 56.      | kiesett     | kiesett     | kiesett     | kiesett  | kiesett  | kiesett  | kiesett | kiesett  |
| Ibráhím Iszmáíl                                                         | 400 m           | 45,21    | 1.       | 4.       | 45,18       | 3.          | 8.          | 45,01    | 3.       | 8.       | 45,10   | 7.       |
| Mohamed Ismail Youssef                                                  | 800 m           | 1:49,32  | 3.       | 33.      |             |             |             | kiesett  | kiesett  | kiesett  | kiesett | kiesett  |
| Mohammed Szulajmán                                                      | 1500 m          | 3:36,72  | 2.       | 2.       |             |             |             | 3:34,77  | 1.       | 1.       | 3:40,69 |          |
| Dzsamál Abdi Haszan                                                     | 3000 m akadály  | 8:54,98  | 11.      | 29.      |             |             |             | kiesett  | kiesett  | kiesett  | kiesett | kiesett  |
| Számi el-Abdalláh Masoud Abdul Khamis Ibráhím Iszmáíl Fareh Ibrahim Ali | 4 × 400 m váltó | 3:07,26  | 5.       | 16.      |             |             |             |          |          |          | kiesett | kiesett  |

| Versenyző                 | Versenyszám | Selejtező | Selejtező | Döntő    | Döntő    |
| Versenyző                 | Versenyszám | Eredmény  | Helyezés  | Eredmény | Helyezés |
| ------------------------- | ----------- | --------- | --------- | -------- | -------- |
| Abdullah Mohamed Al-Sheib | Magasugrás  | 210 cm    | 33.**     | kiesett  | kiesett  |
| Abdullah Mohamed Al-Sheib | Távolugrás  | 727 cm    | 40.       | kiesett  | kiesett  |
| Bilál Szaad Mubárak       | Súlylökés   | 16,98 m   | 24.       | kiesett  | kiesett  |

* - egy másik versenyzővel azonos időt ért el

** - öt másik versenyzővel azonos eredményt ért el

## Labdarúgás
| Katari férfi labdarúgócsapat-játékoskeret | Katari férfi labdarúgócsapat-játékoskeret |
| --- | --- |
| - Abdul Aziz Hassan Jalouf - Abdul Nasser Ali Al-Obaidly - Abdullah Basheer Al-Abdullah - Adel Mulla Al-Mulla - Ahmed Khalil Saleh - Fahad Rashid Al-Kuwar - Hamad Mubarak Al-Attiya - Juma Salem Johar - Khaled Habib Al-Waheebi | - Mahmoud Yassen Souf - Mohamed Al-Mohannadi - Mubarak Moustafa Nooralla - Rashid Shami Suwaid - Waleed Ibrahim - Waleed Bakhit Maayof - Youssef Adam Mahmoud - Zamel Essa Al-Kuwari - Szövetségi kapitány: Evaristo De Macedo |

### Eredmények
Csoportkör
B csoport
| Csapat              | M | Gy | D | V | Rg | Kg | Gk | P |
| ------------------- | - | -- | - | - | -- | -- | -- | - |
| Spanyolország (ESP) | 3 | 3  | 0 | 0 | 8  | 0  | +8 | 6 |
| Katar (QAT)         | 3 | 1  | 1 | 1 | 2  | 3  | –1 | 3 |
| Egyiptom (EGY)      | 3 | 1  | 0 | 2 | 4  | 6  | –2 | 2 |
| Kolumbia (COL)      | 3 | 0  | 1 | 2 | 4  | 9  | –5 | 1 |

| 1992. július 24. 20:00 |

| Egyiptom (EGY) | 0–1               | Katar (QAT)   |
| -------------- | ----------------- | ------------- |
|                | (0–0) Jegyzőkönyv | Noorallah 75' |

| Estadio Nova Creu Alta, Sabadell Nézőszám: 2 000 Játékvezető: Don (angol) |

| 1992. július 27. 19:00 |

| Kolumbia (COL)  | 1–1               | Katar (QAT) |
| --------------- | ----------------- | ----------- |
| Aristizábal 62' | (0–0) Jegyzőkönyv | Souf 89'    |

| Estadio Nova Creu Alta, Sabadell Nézőszám: 2 000 Játékvezető: Brizio Carter (mexikói) |

| 1992. július 29. 21:00 |

| Spanyolország (ESP)  | 2–0               | Katar (QAT)                |
| -------------------- | ----------------- | -------------------------- |
| Alfonso 40' Kiko 80' | (1–0) Jegyzőkönyv | Al-Kuwari 58′ Nooralla 61′ |

| Estadio Luis Casanova, Valencia Nézőszám: 19 300 Játékvezető: Angeles (amerikai) |

Negyeddöntő
| 1992. augusztus 1. 21:30 |

| Lengyelország (POL)       | 2–0               | Katar (QAT) |
| ------------------------- | ----------------- | ----------- |
| Kowalczyk 42' Jałocha 74' | (1–0) Jegyzőkönyv |             |

| Camp Nou, Barcelona Nézőszám: 25 000 Játékvezető: Sendid (algériai) |

| Csapat      | Helyezés |
| ----------- | -------- |
| Katar (QAT) | 8.       |